# Beagle (Schiff, 1931)
HMS Beagle (H30) war ein Zerstörer der B-Klasse der britischen Royal Navy. Im Zweiten Weltkrieg wurde das Schiff mit den Battle Honours „Norway 1940“, „Atlantic 1940–45“, „North Africa 1942“, „Arctic 1942–44“, „English Channel 1943“ und „Normandy 1944“ ausgezeichnet.
Das Schiff war im Mai 1945 an der Wiederinbesitznahme der britischen Kanalinseln beteiligt und wurde dann zur Reserve versetzt. 1946 wurde der Zerstörer Beagle verschrottet.

## Geschichte des Schiffes
Die Beagle war der zweite Neubau der B-Klasse, der bei John Brown & Co. in Clydebank bestellt wurde. Die Kiellegung des Neubaus mit der Baunummer 532 erfolgte am 11. Oktober 1929 als letztes Schiff der Klasse. Das Schiff lief am 26. September 1930 vom Stapel und wurde am 9. April 1931 in den Dienst der Royal Navy als achter Zerstörer der B-Klasse übernommen. Der Zerstörer war das achte Schiff der Royal Navy mit dem Namen Beagle, der 1804 erstmals genutzt wurde. Zuletzt hatte ihn das Typschiff der Zerstörer der Beagle-Klasse von 1910 bis 1922 geführt, das auch bei John Brown & Co. unter der BauN°387 gebaut worden war. Bekannteste Namensträgerin war die zu Vermessungsfahrten eingesetzte Sloop Beagle, an deren zweiter Expedition Charles Darwin von 1831 bis 1836 teilnahm.

### Einsatzgeschichte
Die Beagle wurde mit ihren Schwesterschiffen zuerst der „4th Destroyer Flotilla“ bei der Mediterranean Fleet zugeordnet. Da die britische Mittelmeerflotte meist die neuesten Zerstörer erhielt, wurde die Flottille Ende 1936 zur Home Fleet verlegt und durch die „2nd Destroyer Flotilla“ ersetzt, die gerade auf die neuen Zerstörer der H-Klasse umgerüstet worden war. Ab 1938 diente die Beagle als Sicherungszerstörer beim neuen Flugzeugträger Ark Royal. 1939 war das Schiff jedoch Teil der Reserveflotte, weil in der Zwischenzeit eine Vielzahl modernerer Zerstörer in Dienst gestellt worden waren. Schon vor Kriegsbeginn wurde der Zerstörer reaktiviert und der neugebildeten „19. Zerstörerflottille“ in Dover zugeteilt.

### Kriegseinsätze
Zu den Aufgaben gehörte insbesondere die Sicherung von Geleitzügen und Kriegsschiffen sowie Patrouillen in der Nordsee und der Straße von Dover. Im April 1940 wurde der Zerstörer der Home Fleet zugeteilt und war an dem gescheiterten Versuch beteiligt, die deutschen Truppen aus Norwegen zu vertreiben, wo sie im Rahmen des Unternehmens Weserübung gelandet waren. Die Beagle diente anfangs im Sicherungsschirm gegen U-Boote bei den Flugzeugträgern. Dann sicherte sie die zwischen den Orkneys und Nordnorwegen eingesetzten Geleitzüge. Als Nordnorwegen wegen der anlaufenden deutschen Offensive an der Westfront geräumt wurde (Operation Alphabet), blieb das Schiff vor Norwegen weiterhin im Einsatz zur Sicherung der Rücktransporte nach Großbritannien.
Erst Mitte Juni 1940 stand der Zerstörer wieder am Kanal zur Verfügung. Er wurde vor St. Nazaire eingesetzt, wo er 600 Schiffbrüchige des von deutschen Flugzeugen am 17. Juni versenkten Passagierschiffes Lancastria rettete. Dann brachte die Beagle Sprengkommandos nach Bordeaux und evakuierte von dort britische Staatsangehörige aus Frankreich. Im Juli wurde der Zerstörer der „1st Destroyer Flotilla“ zugeteilt, die den Ärmelkanal überwachte und Küstengeleite sicherte. Schon am 19. Juli wurde der Zerstörer vor Dover von deutschen Sturzkampfbombern vom Typ Junkers Ju 87R des Sturzkampfgeschwaders 1 angegriffen. Zahlreiche Nahtreffer führten zu Schäden am Kompass der Beagle und an den Kesseln. Nach der Beseitigung der Schäden in Devonport wurde der Zerstörer Mitte August der dort stationierten „22nd Destroyer Flotilla“ zugeteilt, die die südwestlichen Zugangswege zu den Britischen Inseln und die westlichen Kanalzugänge überwachte. Mit den Zerstörern Harvester und Highlander beschoss sie am 13. September 1940 das inzwischen von den Deutschen als Basis genutzte Cherbourg.
Im Oktober 1940 wurde der Zerstörer dann zur Home Fleet versetzt und geleitete den als Flugzeugtransporter dienenden alten Träger Argus nach Island. Bis zum Jahreswechsel erfolgte der erste Einsatz an einem Transatlantik-Konvoi (HX 83) zusammen mit dem Schwesterschiff Bulldog und dem Zerstörer Hesperus  sowie den kanadischen Zerstörern Ottawa, Saguenay und Skeena. Es folgten weitere Einsätze zusammen mit anderen Einheiten zur Geleitzugssicherung auf den nordwestlichen Zufahrtswegen und zum Schutz von Minenoperationen zur Vervollständigung der Northern Barrage. Schließlich wurde der Zerstörer der „4th Escort Group“ auf dem Nordatlantik zugeteilt, in der auch das Schwesterschiff Boadicea eingesetzt wurde.
Im Zuge laufender Instandsetzungsmaßnahmen wurde die U-Boot-Abwehr- und Flugabwehr-Bewaffnung des Zerstörers zulasten der Hauptgeschütze und eines Torpedorohrsatzes verstärkt. So wurden im Oktober 1940 der hintere Torpedorohrsatz gegen eine 76-mm-L/40-(12 pdr)-Flak und das Heckgeschütz gegen zusätzliche Wasserbomben getauscht. In den folgenden Monaten wurde Beagle zur Sicherung von Geleitzügen im Nordatlantik eingesetzt.
Im April 1942 wurde der Zerstörer erstmals als Eskorte eines Nordmeergeleits eingesetzt, durch das die Sowjetunion mit Kriegsmaterial beliefert wurde. Der Zerstörer war Teil des sogenannte „Ocean Escort“ des Geleitzugs PQ 14, der den Geleitzug von Island bis zur Kola-Bucht begleitete. Zu dieser Sicherungsgruppe gehörten neben der Beagle noch das Schwesterschiff Bulldog sowie die Zerstörer Amazon und Beverley. Dazu kamen vier Korvetten der Flower-Klasse und drei U-Jagd-Trawler. Die nicht direkt am Konvoi stehende Nahdeckung bildeten die Kreuzer Edinburgh und Norfolk mit den Zerstörern Foresight und Forester. Bei Jan Mayen geriet der Konvoi ins Packeis, durch das 16 Schiffe und zwei Minensucher der Halcyon-Klasse (Hebe und Speedy) mit Eisschäden umkehren mussten und im Gegengeleit QP 10 wieder zurück liefen. Die verbliebenen Schiffe von PQ 14 wurden von den Deutschen aus der Luft und durch U-Boote angegriffen, aber nur ein Frachter ging verloren. Vom 17. bis 19. April die verbliebenen elf Frachter durch zwei sowjetische Zerstörer und vier britische Minensucher der Halcyon-Klasse (Gossamer, Harrier, Hussar und Niger) aufgenommen und von diesen als zusätzlicher „Eastern Local Escort“ bis nach Murmansk geleitet.
Die am 19. April in Murmansk eingetroffenen Schiffe des „Ocean Escort“ liefen am 28. April 1942 wieder aus, um den Geleitzug QP 11 mit dreizehn Schiffen auf der Fahrt nach Island zu schützen. Die deutsche Luftaufklärung entdeckte frühzeitig den Geleitzug und führte U-Boote heran, von denen U 456 am 30. April die wieder die Nahsicherung bildende Edinburgh torpedierte. Am 1. Mai griffen die deutschen Zerstörer Z 7 Hermann Schoemann, Z 24 und Z 25 das Geleit an, versenkten einen Frachter und beschädigten die Amazon. Es gelang Beagle, ihrem Schwesterschiff Bulldog und dem Zerstörerprototyp Amazon, die Deutschen vom Geleit abzudrängen, die aber anschließend die bewegungsunfähige Edinburgh fanden und versenkten, sowie deren Begleitzerstörer schwer beschädigten Der britische Kreuzer konnte noch die Hermann Schoemann so schwer beschädigen, dass der deutsche Zerstörer sich selbst versenkte, um den Rückmarsch der anderen deutschen Einheiten nicht zu gefährden. Bulldog, Beagle und Amazon sicherten die verbliebenen Handelsschiffe bis nach Island. Die beiden B-Klasse-Zerstörer hatten bei dem Zerstörergefecht nur Splitterschäden erlitten. Die Beagle konnte ihren Dienst an Konvois auf dem Nordatlantik sofort wieder aufnehmen. Die beiden anderen Zerstörer mussten Werften zur Reparatur aufsuchen und fielen mehrere Wochen aus.
Während der Winter 1942/43 und 1943/44 folgten weitere Einsätze im Nordmeer bei den Geleitzügen JW 57, JW 58, RA 52, RA 57, RA 59 und RA 62. In der Zwischenzeit, in der diese Geleitzüge wegen der langen Sommertage und den damit verbundenen besonderen Gefährdungen ausgesetzt wurden, war der Zerstörer im Atlantik mit Geleit- und U-Jagd-Aufgaben betraut.
Auch bei der Landung in der Normandie im Juni 1944 wurde der Zerstörer zunächst im Rahmen der U-Jagd eingesetzt, während er später Geleitzügen als Eskorte zugewiesen wurde. Es folgte dann im Winter 1944/45 nochmals ein Einsatz in der Arktis.
Am 8. Mai 1945 nahm der Zerstörer gemeinsam mit dem Schwesterschiff Bulldog die Kapitulation der deutschen Truppen auf den Kanalinseln entgegen.
Am 24. Mai 1945 wurde HMS Beagle außer Dienst gestellt und Ende des Jahres zum Abbruch verkauft. Im Januar 1946 traf der Zerstörer im Schlepp auf der Abwrackwerft in Charlestown bei Rosyth ein.